# أماندا ميلر
أماندا ميلر (بالإنجليزية: Amanda Miller)‏ هي دراجة أمريكية، ولدت في 13 ديسمبر 1986 في برلنغتون في الولايات المتحدة.

## وصلات خارجية
- أماندا ميلر على موقع الاتحاد الدولي للدراجات (الإنجليزية)
- أماندا ميلر على موقع أرشيف الدراجات (الإنجليزية)
- أماندا ميلر على موقع إحصائيات الدراجات الإحترافية (الإنجليزية)
- أماندا ميلر على موقع نسبة الدراجات (الإنجليزية)